# Leptodactylus ochraceus
Leptodactylus ochraceus es una especie de anfibio anuro de la familia de los leptodactílidos, en incertae sedis.

## Distribución geográfica
Se encuentra en Brasil, en el estado de Pernambuco.